# Severo Jurado
Severo Jesús Jurado López (nacido el 9 de septiembre de 1988 en Algámitas, Sevilla) es un jinete español. Logró dos diplomas olímpicos tras cosechar un séptimo puesto en Doma clásica por equipos junto con sus compañeros Beatriz Ferrer-Salat, José Daniel Martín Dockx y Claudio Castilla y un quinto puesto en doma individual en los Juegos Olímpicos de Río de Janeiro 2016.

## Participaciones en Juegos Olímpicos
- Río de Janeiro 2016, 5 en individual y séptimo en equipos.

## Controversias
En 2024, fue señalado de estar involucrado en una red de lavado de dinero, encabezada por Alessandro Bazzoni y Siri Evjemo-Nysveen, dedicada a la compra de caballos de polo con dinero proveniente de la corrupción en la petrolera venezolana PDVSA a través de las empresas CGC One Planet y Clareville Grove Capital.

## Caballos
- Lorenzo (Vendido)
- Deep Impact 3 (Vendido)
- Botticelli (Vendido)
- D'Avie
- Fiontini
- Coco